# 日本サッカー協会チーム登録種別
日本サッカー協会によるチーム登録種別（チームとうろくしゅべつ）とは、同協会によって年代別・性別に区分されたサッカーチームの分類のこと。
日本サッカー協会では、同協会またはその下部組織が主催する競技会への出場を希望するチームに対して、協会への加盟登録を義務付けている。この際、あらかじめ規約によって定められた種別に従ってチームの種別を決め、大会への出場資格等を指定する際に用いている。
なお加盟チームはチーム登録に加え、そのチームから公式試合に出場する選手について、選手登録を行う必要がある。

## 加盟チーム種別
日本サッカー協会においては、第1～4種、女子、およびシニアの合計6種類の種別がある。主に年齢によって区分されており、登録前年度の3月31日における年齢を基準としている。

### 第1種
年齢に関する制限のないチームを指す。一般には男子のプロチーム、アマチュア一般社会人チーム（実業団チーム、クラブチーム、学生・社会人の混合チームなど）、大学チーム、専門学校チームなどがこれに該当する。
全体としては登録チームへの所属選手の条件を限定する規定は存在しないので、プロチーム傘下のクラブチームでも、アマチュアチームに区分される実業団（企業）チーム、学校（大学や高専、一般専門学校）の運動部であっても、それぞれの混合・連合チームであっても各都道府県協会への登録自体に制限はない。但し、直接に日本サッカー協会や各都道府県協会が主催する都道府県リーグや地域リーグ、JFLなどと、各学生サッカー競技連盟（全日本大学サッカー連盟、全国高等専門学校体育協会・サッカー競技専門部、全国専門学校サッカー連盟など）が主催する大会への参加条件や連盟へのチーム登録条件は別規定であるので注意が必要。学生チームや大会・連盟の詳細については当該記事や関連記事を参照の事。
第1種チームの競技会としては、Jリーグ、JFL、地域リーグ、都道府県リーグ、各地の学生連盟による大会（大学サッカーリーグや専門学校サッカーリーグ）が挙げられる。また天皇杯はすべての第1種チームを対象とした大会となっている（1996年から2014年は第1種のほかに、次に述べる第2種のチームも参加可能となっていた）。

### 第2種
18歳未満の選手で構成されるチーム。ただし高等学校在学中の選手に対しては、この年齢制限の適用除外となる。このことから、一般に男子高校生年代のチームと認識される。
第2種チームの競技会としては、高校のサッカー部が出場する全国高等学校サッカー選手権大会、インターハイ、地域クラブチームのユース組織による日本クラブユースサッカー選手権 (U-18)大会・Jリーグユース選手権大会、及び全ての高校生年代のカテゴリーから出場可能な高円宮杯 JFA U-18サッカーリーグが挙げられる。
なお、Jリーグの第1種チーム（トップチーム）の公式戦で、2種登録と表記された選手が出場することがある。これは第2種チームの登録選手のうち、Jリーグの出場資格条項もしくは特別指定選手制度の適用を受けることによって、Jリーグなどの公式戦への出場が認められた選手のことを指す。

### 第3種
15歳未満の選手で構成されるチーム。中学校在学中の選手は制限の適用除外であり、一般には男子の中学生年代のチームと認識されるが、2000年度から第3種チームに女子選手の登録が認められるようになった。
第3種チームの競技会としては、中学校のサッカー部が出場する全国中学校サッカー大会、地域クラブチーム対象の日本クラブユースサッカー選手権 (U-15)大会、及び全ての中学生年代のカテゴリーから出場可能な高円宮杯 JFA 全日本U-15サッカー選手権大会が挙げられる。JFA 全日本U-15サッカー大会のように、第3種と女子チームの双方が参加できる大会もある。

### 第4種
12歳未満の選手で構成されるチーム。未就学児も含まれる。小学校在学中の選手は制限の適用除外であり、また女子選手の登録も認められている。
第4種チームの競技会の代表例としては、小学校のサッカー部よりも地域のサッカークラブやサッカー少年団が多く出場するJFA 全日本U-12サッカー選手権大会が挙げられるが、同大会には女子小学生年代のチームも参加可能である。

### 女子
女子選手で構成されるチーム。第5種と呼ばれることもある。規約上、年齢に関する制限はない。
女子チームの全国リーグとして日本女子プロサッカーリーグ（WEリーグ）や日本女子サッカーリーグ（なでしこリーグ）、全国カップ戦として皇后杯 JFA 全日本女子サッカー選手権大会などが実施されている。また、男子の年齢区分を踏襲した形での年代別大会も行われている。しかし、女子の競技人口が男子に比べて極端に少ないため、女子チームによる女子の競技機会は限られているのが現状である。このため、上述のように第3種・第4種チームへの女子選手の登録、あるいは第3種・第4種向け競技会への（年齢制限付き）女子チームの参加を認めるなど、機会増加の努力が続けられている。

### シニア
- 40歳以上の選手で構成されるチーム。体力のピーク時期を超えた年代が引き続きサッカーを楽しむことができるよう、2000年度に新たに設置された区分である。